# Fortaleza de Varberg

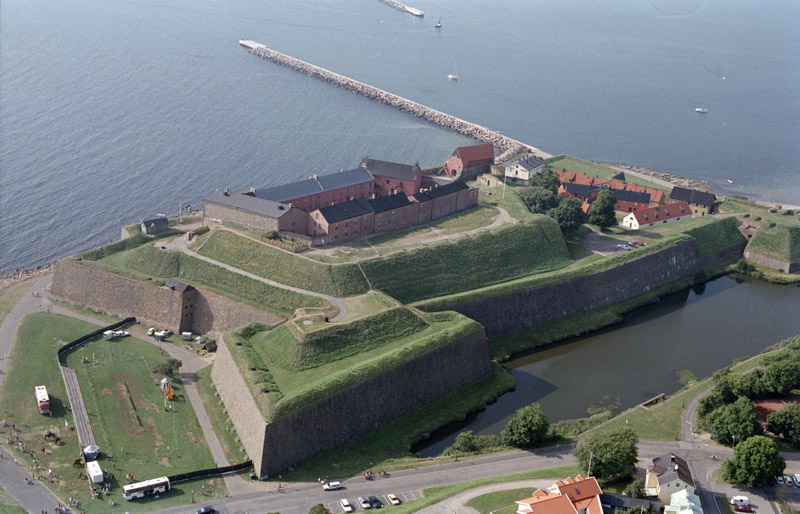

A Fortaleza de Varberg (em sueco: Varbergs fästning) é uma fortificação erigida no século XIII, e localizada na cidade costeira de Varberg, no sul da Suécia. 

A sua construção foi iniciada pelo conde Jacob Nielsen em 1287, numa colina de vigilância (vardhberg), da então província dinamarquesa da Halland. Nos tempos conturbados do século XIV, a fortaleza foi atacada e cercada várias vezes, tendo estado ora nas mãos dos dinamarqueses, ora nas mãos dos suecos. 
No século XVI, já não bastavam as tradicionais muralhas defensivas para fazer frente aos canhões, pelo que foi começada a construção de uma nova linha defensiva com aterros de pedra e bastiões à volta do castelo. Os trabalhos de remodelação ficaram prontos no século XVII, e o resultado foi tão eficiente, que a fortificação nunca mais foi atacada.
Em 1645, pela Paz de Brömsebro, a cidade de Varberg e a província da Halland passaram a pertencer à coroa sueca. No século XVIII ainda recebeu alguns melhoramentos, mas no século XVIX entrou em declínio, tendo sido retirada da defesa militar sueca em 1822. De 1848 a 1930, foi utilizada como prisão, para depois passar a ser usada como edifício turístico e cultural até aos dias de hoje. Na época presente, alberga o Museu da História Cultural da Halland (Hallands kulturhistoriska museum), onde estão em exibição o Homem de Bocksten, do século XIV, e o botão que matou o rei Carlos XII, em 1718.